# Art Silverblatt
Art Silverblatt (Saint Louis, 13 de maio de 1949) é um professor de comunicação e jornalismo estadunidense, lente da Webster University.
Autor de muitos artigos e livros, alguns deles traduzidos para outros idiomas como o chinês, japonês, coreano e alemão.
Bacharelou em Ciências Sociais pela Michigan State University, mesma universidade em que efetuou seu mestrado e PhD em Inglês.